# Skokan (Červený trpaslík)
Skokan (v anglickém originále Skipper) je šestou epizodou dvanácté série seriálu Červený trpaslík a celkově 73. epizodou tohoto seriálu. Původně byl odvysílán 16. listopadu 2017 na britském televizním kanálu Dave, avšak 9. listopadu 2017 byl předčasně zpřístupněn na UKTV Play. V Česku měla epizoda premiéru 29. května 2019.
Kryton vynalezne nové zařízení, označované jako „kvantoskokan“, které Rimmer používá ve snaze najít vesmír, kde je úspěšnější.

## Děj
Posádka si prohlédne spisy kapitána Hollistera o posádce, kde se Listerovi i Rimmerovi vysmívá jako příšerným zaměstnancům. Zatímco Lister nad tím neprojevuje přílišnou starostlivost, Rimmer se rozčílí a uráží ostatní tři, přičemž tvrdí, že se měl obklopit lidmi, kteří jsou úspěšnější než on. Později během dne si Kryton na monitorech všimne podivného jevu, z něhož se vyklube narušení časoprostoru. To se projevuje tak, že se vždy stane opak jejich rozhodnutí.
Po přeskupení posádka zjistí, že chybu v čase způsobil Krytonův nový vynález, kvantoskokan. Po opravě chyby se Rimmer rozhodne, že procestuje jiné reality a najde lepší vesmír, ve kterém by mohl žít, než v jakém žije teď. Kryton souhlasí. V prvním vesmíru, do kterého Rimmer cestuje, se objeví na lodi těsně před únikem radiace; zde je Rimmer stále hologramem, na rozdíl od své reality, kde před únikem radiace žil. Po setkání s Holly a kapitánem Hollisterem z tohoto vesmíru, kteří se marně pokoušeli o útěk na zaseknutém únikovém modulu, uniká Rimmer do nového vesmíru. V tom dalším se Rimmer setkává s distingovanější verzí posádky, jenže Kocour z tohoto vesmíru je místo toho krysa lidské velikosti, známý jako pan Krysa, spolu s celou rasou krys, které na rozdíl od Kocourova druhu nikdy neopustily Červeného trpaslíka. Tuto realitu Rimmer rozhodně opustí a procestuje několik dalších, přičemž všechny se mu hnusí.
Nakonec se dostane do jednoho, kde je důstojníkem Červeného trpaslíka, je ženatý a má čtyři chlapce - to vše si Rimmer vždycky přál. Při hlášení kapitánovi však zjistí, že kapitánem je Lister, který zabránil počátečnímu úniku radiace a nesmírně zbohatl z akcií Červeného trpaslíka, když objevil cenný plynný měsíc. Navzdory všem svým úspěchům se Rimmer rozhodne tento vesmír opustit, protože se nedokáže vyrovnat s tím, že je Lister úspěšnější než on. Vrátí se do svého původního vesmíru a připojí se k posádce při hře karet, přičemž Lister poznamená, že i když má Rimmer k dispozici nekonečné množství vesmírů, „nekonečno zjevně nestačilo.“

## Zajímavosti
- Spolu s návratem Hollyho a kapitána Hollistera se do seriálu vrací Norman Lovett a Mac McDonald, kteří se naposledy objevili před 18 lety ve finále osmé série Jenom sympaťáci... McDonaldova scéna byla předem natočena a promítána divákům ve studiu na monitorech, zatímco Lovettova scéna byla natočena živě.[2]
- Když cestuje Rimmer (Chris Barrie) mezi dimenzemi, změní loď Červený Trpaslík také barvu na sytě modrou, podobnou barvě Tardis, zatímco na pozadí je planeta podobná Galifrey. Je to odkaz na kosmickou loď a domovskou planetu Doktora ze seriálu Pán času. Podobný odkaz na seriál se objevil již ve třetí sérii v epizodě Trosečníci.[3][4]

## Kritika
Díl se dočkal pozitivních recenzí od kritiků i fanoušků. Sophie Daviesová v článku pro Cultbox shrnula své pocity z epizody: „Příští rok uplyne 30 let od chvíle, kdy se Červený trpaslík poprvé objevil na našich obrazovkách, a pokud Dave rychle neobjedná nějaký speciál k výročí, Skokan funguje jako oslava seriálu naprosto skvěle. Toto finále série plné poklonkování minulosti jistě potěší dlouholeté fanoušky, ale celkově je to víc než jen prostý fan service, protože je v něm i spousta nových nápadů.“ V anketě, kterou v roce 2018 provedla fanouškovská stránka Červeného trpaslíka Ganymed & Titan, se díl umístil nejvýše jak z 12. série, tak z celé obnovené série od Zpátky na Zemi, a to na 31. místě ze 73 epizod.